# Fioritura algale

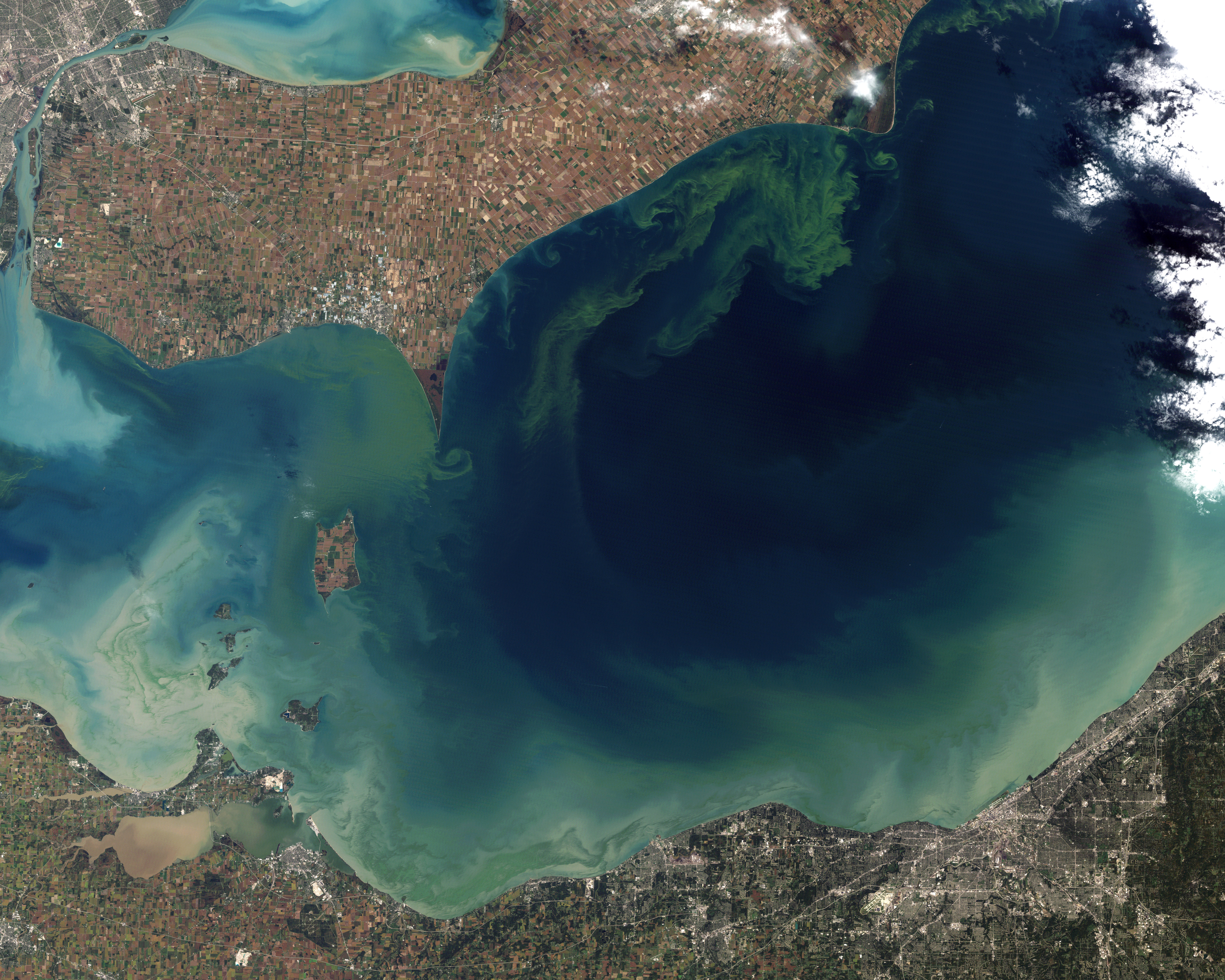
Ottobre 2011: la peggiore fioritura di cianoficee subita da decenni dal Lago Erie, nel Nord America. Le piogge primaverili eccezionalmente abbondanti avevano appena portato via il fertilizzante dallo spartiacque

Una fioritura algale o fioritura di alghe è un rapido aumento o accumulo della popolazione di alghe nei sistemi di acqua dolce o marina. Si riconosce spesso dallo scolorimento dell'acqua dovuto ai pigmenti delle alghe. Il termine alghe comprende molti tipi di organismi fotosintetici acquatici, sia organismi multicellulari macroscopici come le alghe marine sia organismi unicellulari microscopici come i cianobatteri. La fioritura algale si riferisce comunemente alla rapida crescita di alghe unicellulari microscopiche, non di alghe macroscopiche. Un esempio di fioritura algale macroscopica è una foresta di alghe.
Le fioriture algali sono il risultato dell'ingresso di nutrienti nel sistema acquatico, come l'azoto o il fosforo provenienti da varie fonti (ad esempio il deflusso dei fertilizzanti o altre forme di inquinamento da nutrienti), che causano una crescita eccessiva di alghe. Una fioritura algale colpisce l'intero ecosistema.
Le conseguenze vanno dall'alimentazione benigna di livelli trofici più elevati a effetti più dannosi come impedire alla luce solare di raggiungere altri organismi, causare un impoverimento dei livelli di ossigeno nell'acqua e, a seconda dell'organismo, secernere tossine nell'acqua. Le fioriture che possono danneggiare gli animali o l'ecologia, in particolare quelle fioriture in cui le tossine vengono secrete dalle alghe, sono solitamente chiamate "fioriture algali dannose" (HAB) e possono portare alla moria di pesci, alle città che tagliano l'acqua ai residenti o agli stati dover chiudere la pesca. Il processo di eccesso di offerta di nutrienti che porta alla crescita delle alghe e alla riduzione dell’ossigeno è chiamato eutrofizzazione.
Le fioriture algali e batteriche hanno contribuito persistentemente alle estinzioni di massa guidate dal riscaldamento globale nel passato geologico, come durante l’estinzione della fine del Permiano guidata dal vulcanismo delle Trappole siberiane e il recupero biotico successivo all’estinzione di massa.

## Storia
Nell'Alto Medioevo, Gregorio di Tours descrisse il seguente fenomeno: "In un'altra cittadina vicino alla città di Vannes, c'era un grande stagno pieno di pesci, la cui acqua, alla profondità di un braccio, si trasformò in sangue. Per diversi giorni si radunò attorno a questo stagno una moltitudine innumerevole di cani e di uccelli che bevvero questo sangue, e la sera tornarono soddisfatti".
Quello che allora sembrò un miracolo può essere spiegato con un fenomeno di esplosione algale.
I cambiamenti nel colore dell'acqua furono già descritti nel Golfo del Messico dai primi esploratori come Cabeza de Vaca. È stato nel XX secolo che siamo venuti a conoscenza dell’esistenza di focolai di alghe causati interamente o parzialmente dall’uomo.

## Caratterizzazione della fioritura

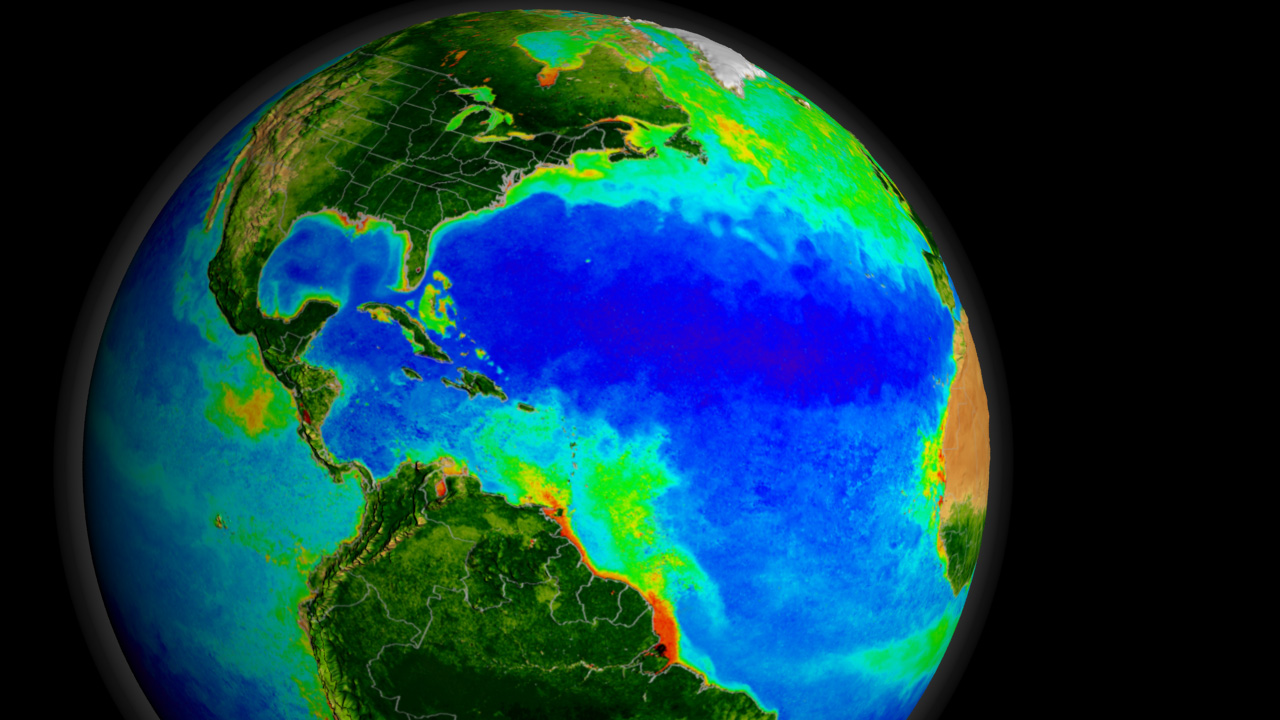
I fiumi, come l'Amazzonia, depositano sostanze nutritive dalla terra nelle acque oceaniche tropicali del Sud America, portando a fitte fioriture lungo la costa

Il termine fioritura algale è definito in modo incoerente a seconda del campo scientifico e può variare da un "minibloom" di alghe innocue a un evento di fioritura dannoso e di grandi dimensioni. Poiché alghe è un termine ampio che comprende organismi di dimensioni, tassi di crescita e requisiti nutritivi molto diversi, non esiste un livello soglia ufficialmente riconosciuto per ciò che viene definito come fioritura. Poiché non esiste consenso scientifico, le fioriture possono essere caratterizzate e quantificate in diversi modi: misurazioni della nuova biomassa algale, concentrazione del pigmento fotosintetico, quantificazione dell'effetto negativo della fioritura o concentrazione relativa delle alghe rispetto al resto della comunità microbica.

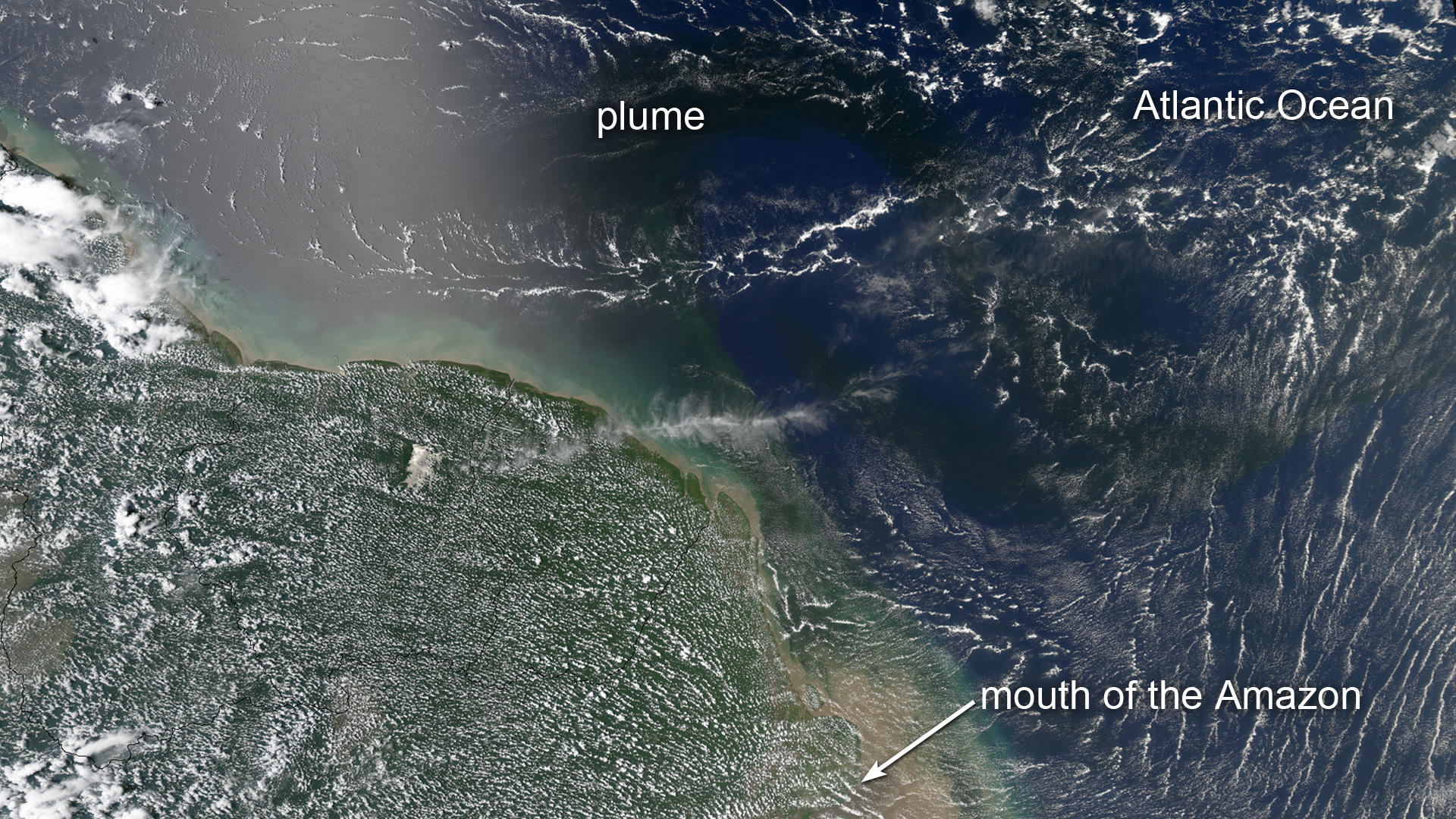
I fiori fioriscono in un pennacchio scuro di acqua ricca di sostanze nutritive che fuoriesce dalla foce del Rio delle Amazzoni, come visto dal satellite Aqua della NASA

Ad esempio, le definizioni di fioriture includono quando la concentrazione di clorofilla supera 100 ug/L, quando la concentrazione di clorofilla supera 5 ug/L, quando la specie considerata in fioritura supera le concentrazioni di 1000 cellule/mL, e quando la concentrazione delle specie di alghe si discosta semplicemente dalla sua crescita normale.
Le fioriture sono il risultato dell'introduzione di un nutriente necessario da parte di particolari alghe nel sistema acquatico locale. Questo nutriente che limita la crescita è tipicamente azoto o fosforo, ma può anche essere ferro, vitamine o amminoacidi.  Esistono diversi meccanismi per l'aggiunta di questi nutrienti nell'acqua. Nell'oceano aperto e lungo le coste, il sollevamento dovuto ai venti e alle caratteristiche topografiche del fondale oceanico può attirare nutrienti nella zona fotica o illuminata dal sole dell'oceano. Lungo le regioni costiere e nei sistemi di acqua dolce, il deflusso agricolo, urbano e delle acque reflue può causare fioriture di alghe.
Una volta che il nutriente è presente nell’acqua, le alghe iniziano a crescere a un ritmo molto più veloce del solito. In una mini fioritura, questa rapida crescita avvantaggia l’intero ecosistema fornendo cibo e sostanze nutritive ad altri organismi.

## Colori

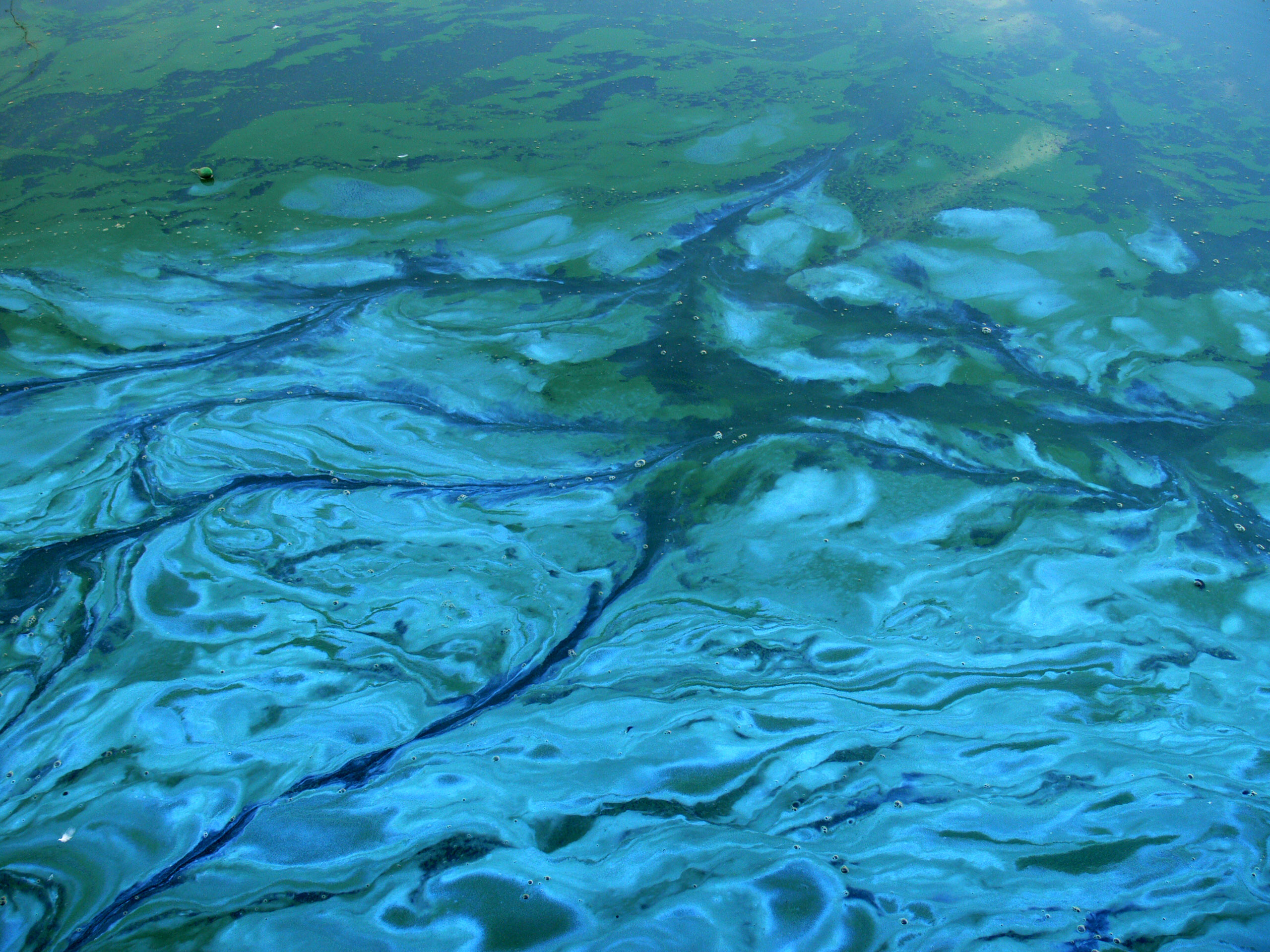
Eccezionalmente, al termine della proliferazione delle cianoficee, il biofilm assume una colorazione blu, in particolare sulle sponde dove il vento o la corrente hanno spinto le alghe

I pigmenti fotosintetici nelle cellule algali, come la clorofilla e i pigmenti fotoprotettivi, determinano il colore della fioritura algale. A seconda dell'organismo, dei suoi pigmenti e della profondità della colonna d'acqua, le fioriture algali possono essere verdi, rosse, marroni, dorate e viola. Talvolta il verde può essere anche fluorescente. Le fioriture verde brillante nei sistemi di acqua dolce sono spesso il risultato di cianobatteri (conosciuti colloquialmente come "alghe blu-verdi") come Microcystis. Le fioriture possono essere costituite anche da specie macroalgali (non fitoplanctoniche). Queste fioriture sono riconoscibili da grandi lame di alghe che possono riversarsi sulla battigia.
Le fioriture algali, soprattutto quelle di grandi dimensioni, possono ridurre la trasparenza dell'acqua e scolorirla.
Molte altre volte, tuttavia, non sono abbastanza dense da causare uno scolorimento visibile dell'acqua. Quando le cianoficee muoiono in modo massiccio, possono formare sulla superficie una pellicola blu molto caratteristica.

## Effetti di un'efflorescenza

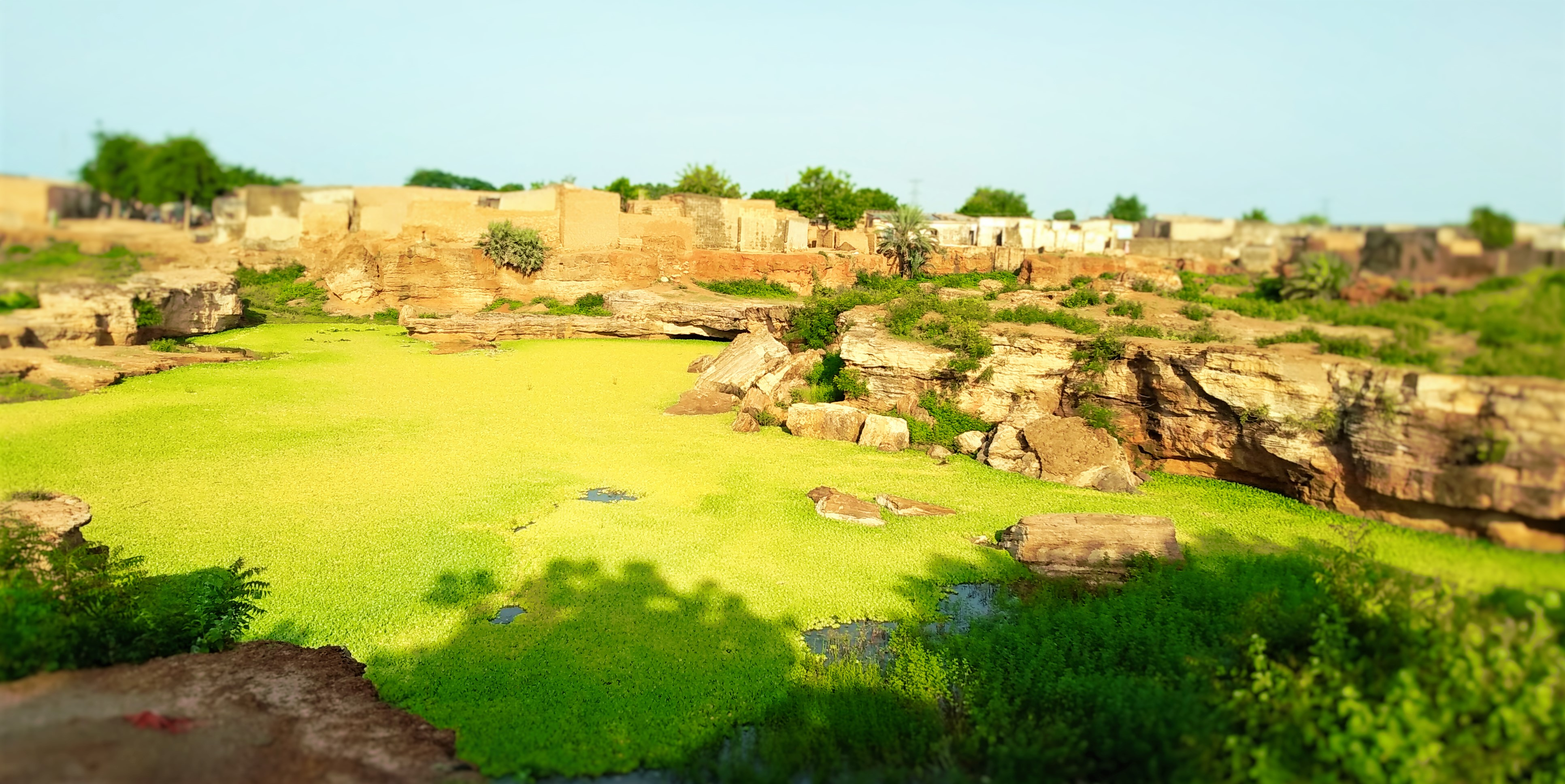
Efflorescenze di colore verde in Nigeria (2018)

In caso di improvviso afflusso di un nutriente la cui assenza costituiva un fattore limitante, una specie planctonica può improvvisamente iniziare a proliferare.
In mare vengono descritte più di 5.000 specie di fitoplancton, di cui il 2% sono note per essere pericolose o tossiche.  Queste specie proliferano più delle specie non tossiche. La loro proliferazione ha effetti deleteri sugli ecosistemi acquatici, che variano a seconda della specie interessata, dell'ambiente in cui si trovano, dell'intensità della fioritura (e del meccanismo con cui esercitano questi effetti negativi).

### Efflorescenze normali o benigne
Alcune fioriture stagionali o periodiche localizzate possono essere normali, dovute ad esempio alla risalita di acque profonde fredde e ricche di sostanze nutritive o in seguito ai movimenti delle falde freatiche (spesso in primavera). Nel xx secolo le fioriture si sono fatte più intense e frequenti, generalmente create o esacerbate dall'aggiunta di eutrofizzazioni di origine antropica.

### Fioriture di alghe dannose
A volte chiamate HAB tra gli anglofoni (per fioriture algali nocive o in FHAB di acqua dolce (per fioriture algali nocive in acqua dolce, le fioriture di alghe dannose sono quelle che smantellano e riducono notevolmente la catena alimentare a causa dell'elevato consumo notturno di ossigeno disciolto e/o da parte dell'organismo produzione ed emissione nell'ambiente di molecole ecotossiche. Secondo Dodds et al, il loro costo annuale è stato stimato tra 2,2 e 4,6 miliardi di dollari all'anno solo per gli Stati Uniti e solo per le fioriture di acqua dolce.
Sono derivate dalla proliferazione di cianobatteri, diatomee e/o dinoflagellati. Ad esempio, il Gymnodinium nagasakiense può causare maree rosse dannose, i dinoflagellati Gonyaulax polygramma possono causare carenza di ossigeno e provocare grandi uccisioni di pesci, i cianobatteri Microcystis aeruginosa possono produrre tossine velenose e la diatomea Chaetoceros convolutus può danneggiare le branchie dei pesci. Sono sempre più frequenti in tutto il mondo, e possono portare a squilibri ecologici più duraturi (eutrofizzazione cronica che evolve verso una zona marina morta, con inquinamento organico, emissioni di gas serra gas, mortalità di pesci e molluschi), su vaste aree (la più grande ha raggiunto i 22.000 km² nel 2007, al largo dell'estuario del Mississippi).

#### Effetti principali
- Alcuni microrganismi secernono o rilasciano ficotossine nell'acqua quando muoiono. Queste ultime sono responsabili di avvelenamenti e spesso di massicce morti tra pesci, uccelli marini, tartarughe marine e talvolta tra mammiferi marini o fauna terrestre che consuma pesce o beve nell'acqua. Gli animali che non muoiono possono conservare postumi come danni meccanici (cellule epiteliali degradate, tessuti branchiali degradati che portano all'ipossia e rischio di asfissia) o danni neurologici;
- Avvelenamento umano che può portare alla morte o a postumi. Provengono principalmente dal consumo di frutti di mare (il più delle volte molluschi filtratori, come cozze, ostriche, lumache acquatiche) contaminati da cianotossine. L'avvelenamento da consumo di pesce è più raro, ma spesso più grave.[21] A volte è sufficiente il semplice fatto di inalare lo spray e i suoi aerosol per indurre un avvelenamento;
- Impoverimento dell'ossigeno nella colonna d'acqua (ipossia o anossia) indotto dalla respirazione cellulare e degradazione della necromassa da parte di batteri e funghi. Queste aree che erano pozzi di carbonio diventano poi fonti di CO2, ma anche di metano (due gas serra) e di acido solfidrico tossico. In questo ambiente il mercurio viene anche più facilmente metilato in metilmercurio, il che lo rende molto più ecotossico e più bioassimilabile da tutti gli esseri viventi. La combinazione di questi fattori contribuisce alla comparsa di “zone morte”;
- Quando le fioriture interessano vaste aree e persistono, possono esserci effetti secondari sull'atmosfera, attraverso aerosol e molecole emesse dalle alghe (e ancor più dalle cianoficee, è stato recentemente dimostrato, per quanto riguarda le emissioni di idrocarburi alogenati, che distruggono lo strato di ozono.[22]

### Caso delle acque marine

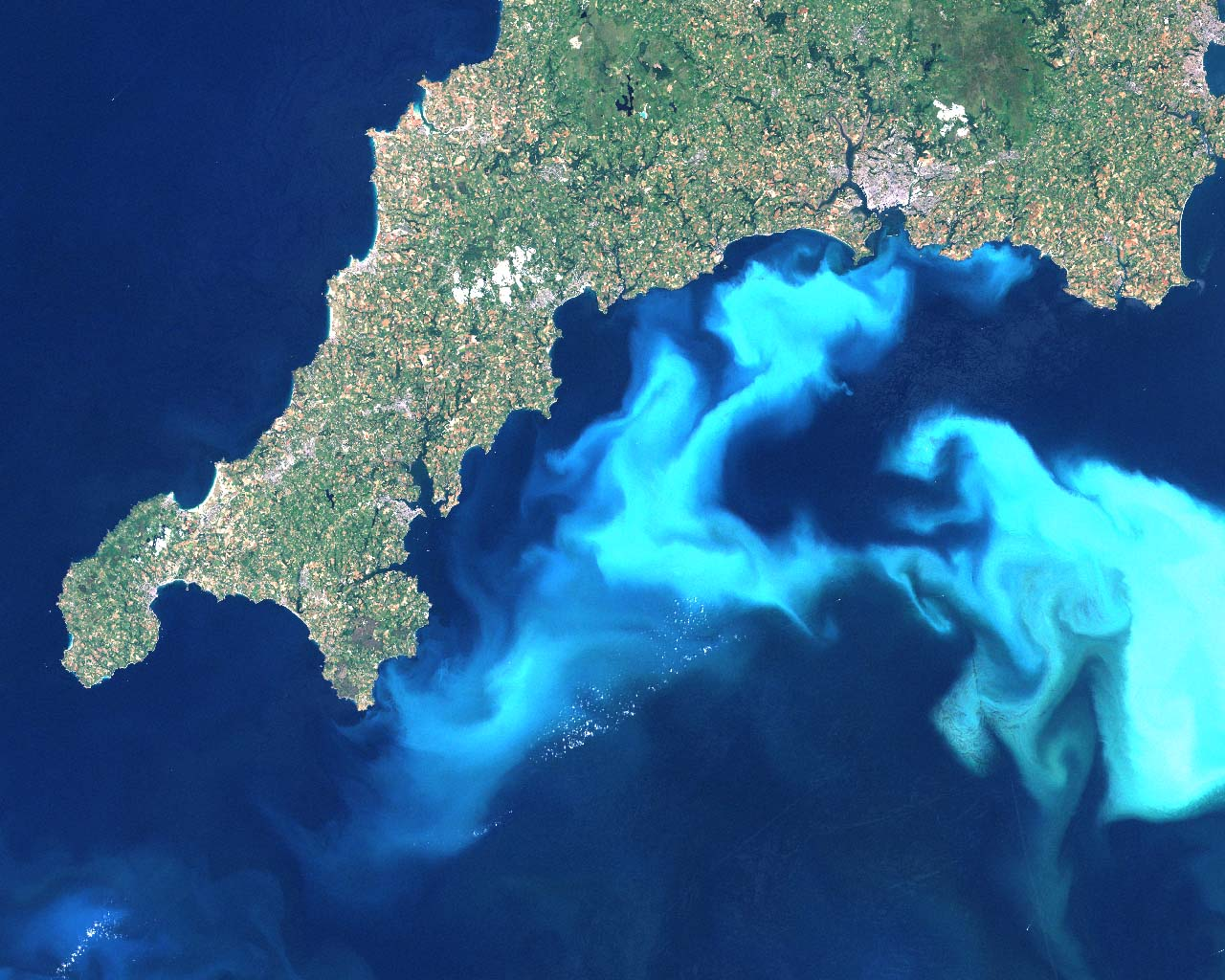
Fioritura algale nel Canale della Manica (costa meridionale del Devon e della Cornovaglia in Inghilterra, 1999

In mare si osservano due fenomeni indesiderati: 1) zone morte e 2) concentrazione di tossine nella rete alimentare. Nella parte superiore della piramide trofica, queste tossine colpiranno i pesci, ma anche i rettili (tartarughe marine), gli uccelli marini e persino i mammiferi marini. Quando non uccidono direttamente gli animali, queste tossine possono indurre cambiamenti immunologici, neurologici o riproduttivi nelle popolazioni di specie già minacciate.

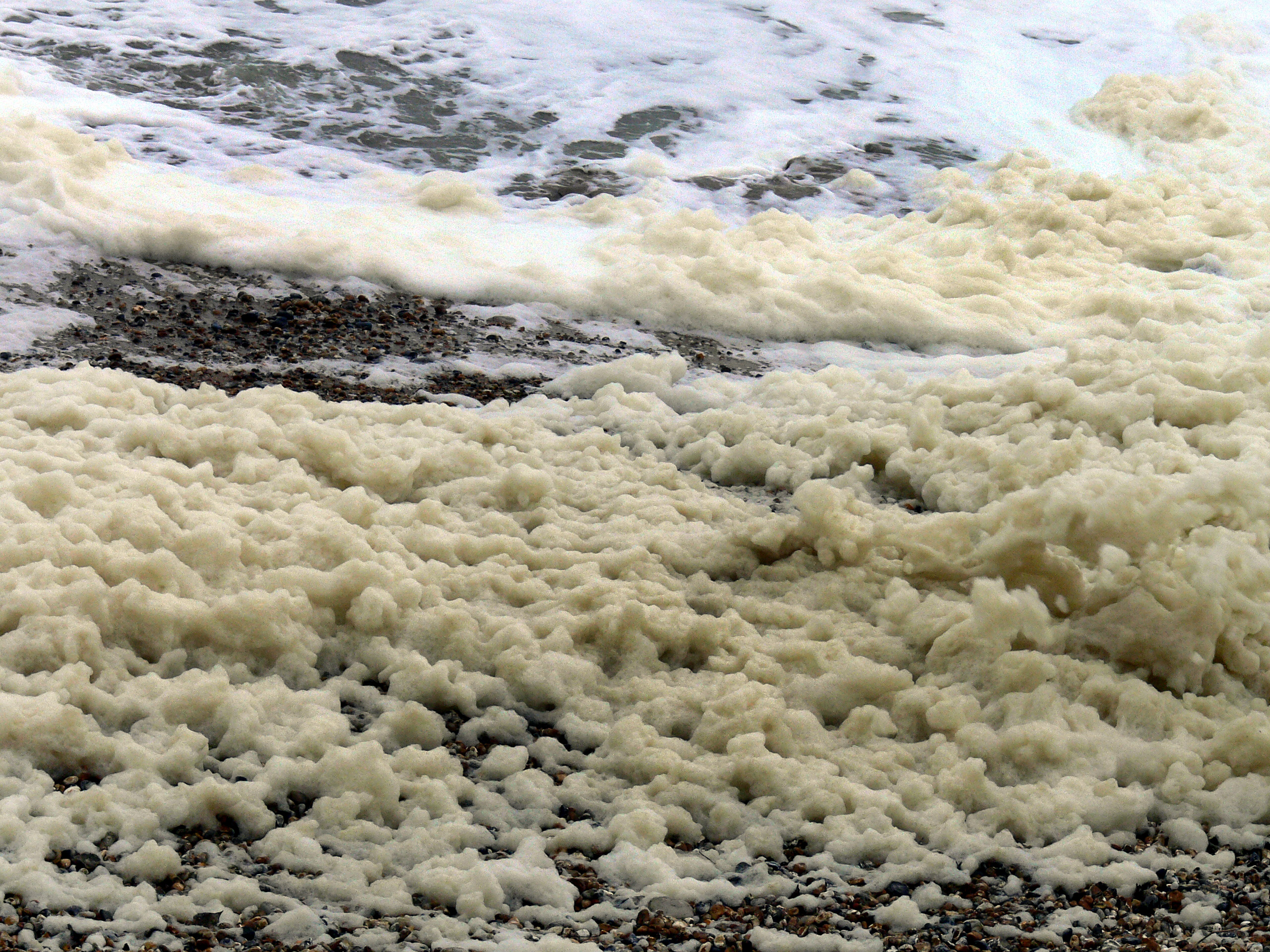
Muschio formato da Phaeocystis ad Ambleteuse sulla costa del Pas-de-Calais in Francia

Gli effetti più visibili al grande pubblico sono gli spiaggiamenti di cetacei: ad esempio, 107 delfini tursiopi si sono spiaggiati lungo la penisola della Florida nella primavera del 2004 dopo aver ingerito menhaden (Brevoortia spp.) contenente alti livelli di brevetossina, una tossina che è già stata implicata nella mortalità dei lamantini che si nutrono di praterie endemiche di fanerogame marine (Thalassia testudinum) in cui sono stati rilevati elevati livelli di brevetossine.
I grandi mammiferi che consumano zooplancton, come la balena franca del Nord Atlantico, altamente a rischio di estinzione, sono stati esposti alle neurotossine nutrendosi di zooplancton contaminato; l'habitat estivo di questa specie si sovrappone ad aree di fioriture stagionali di dinoflagellati tossici (Alexandrium fundyense) dove l'ingestione di prede contaminate (copepodi come Calanus finmarchicus in particolare) può influenzare le funzioni respiratorie e digestive e in ultima analisi la qualità della riproduzione. È stato dimostrato nella tartaruga marina caretta, un’altra specie in grave pericolo di estinzione, che l’esposizione a brevetossine, per semplice inalazione di un aerosol contenente la tossina, e/o per ingestione di prede contaminate, induce segni clinici (letargia, debolezza muscolare), danni alla pelle e al sistema immunitario.

### Caso delle acque dolci

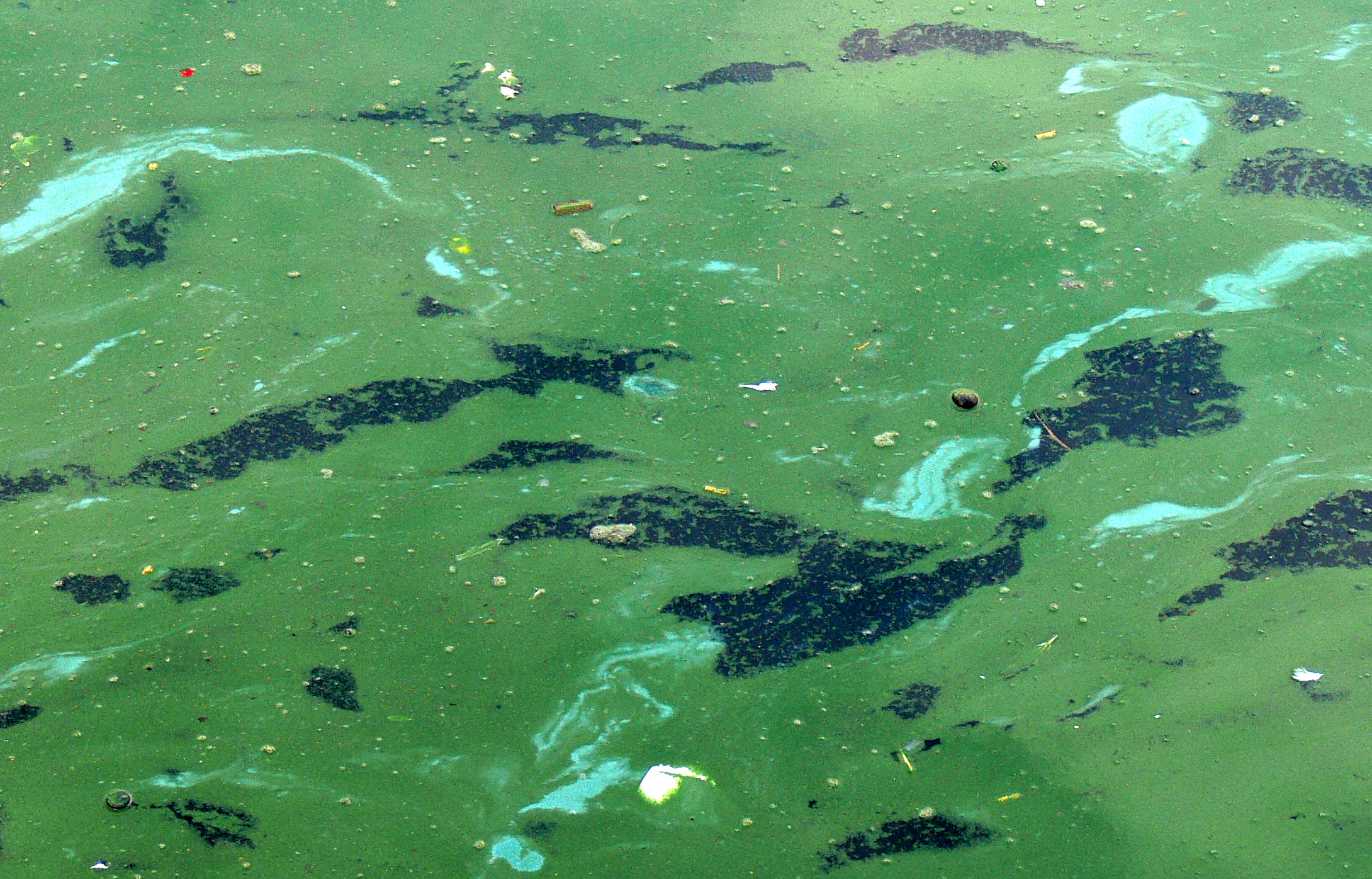
Sciame di cianoficee in acqua dolce, con comparsa di macchie blu corrispondenti a pigmenti blu rilasciati da batteri morti, fonte di aerosol tossici ed ecotossici e di alocarburi (gas che distruggono lo strato di ozono)

Nei laghi, ruscelli o stagni, qualsiasi eccesso di determinati nutrienti (fosfati e/o nitrati) nel bacino idrografico può provocare fioriture. Le eutrofizzazioni generalmente provengono dalla lisciviazione di suoli modificati per ragioni agricole o ricreative (golf, giardini, alcune piantagioni) o in seguito a inquinamento accidentale, o in seguito a inquinamento atmosferico cronico da ossidi di azoto (che si combinano con l'ozono troposferico per produrre NO 3 −), o in seguito all'uso di detersivi contenenti fosfati (sempre più rari). Anche il carbonio e alcuni carbonati sembrano poter svolgere un ruolo (in presenza di nutrienti, il carbonato di sodio residuo agirebbe come catalizzatore per le alghe fornendo anidride carbonica disciolta, aumentando la fotosintesi subacquea).
In Scozia, all'inizio degli anni '90, in diversi casi, è stato dimostrato che cani erano morti per aver bevuto acqua di lago in un'area di fioriture di cianoficee bentoniche; l'intossicazione proveniva da molecole altamente neurotossiche sintetizzate da cianobatteri (in questo caso del genere Oscillatoria); la neurotossina era l'anatossina-a, trovata nello stomaco dei cani e prodotta anche in laboratorio da colture degli stessi batteri. È stata la prima volta che questa tossina fu trovata in un organismo bentonico anziché planctonico.
Le fioriture si possono osservare anche negli acquari d'acqua dolce, subito dopo il loro primo riempimento (quando l'equilibrio tra alghe, virus, batteri non è ancora raggiunto) e/o quando i pesci sono troppo numerosi o sovralimentati al punto che i nutrienti in eccesso non possono più essere assorbiti dalle piante. La situazione può essere corretta cambiando parte dell'acqua e riducendo la dose di cibo somministrata ai pesci.

## Sviluppo attuale

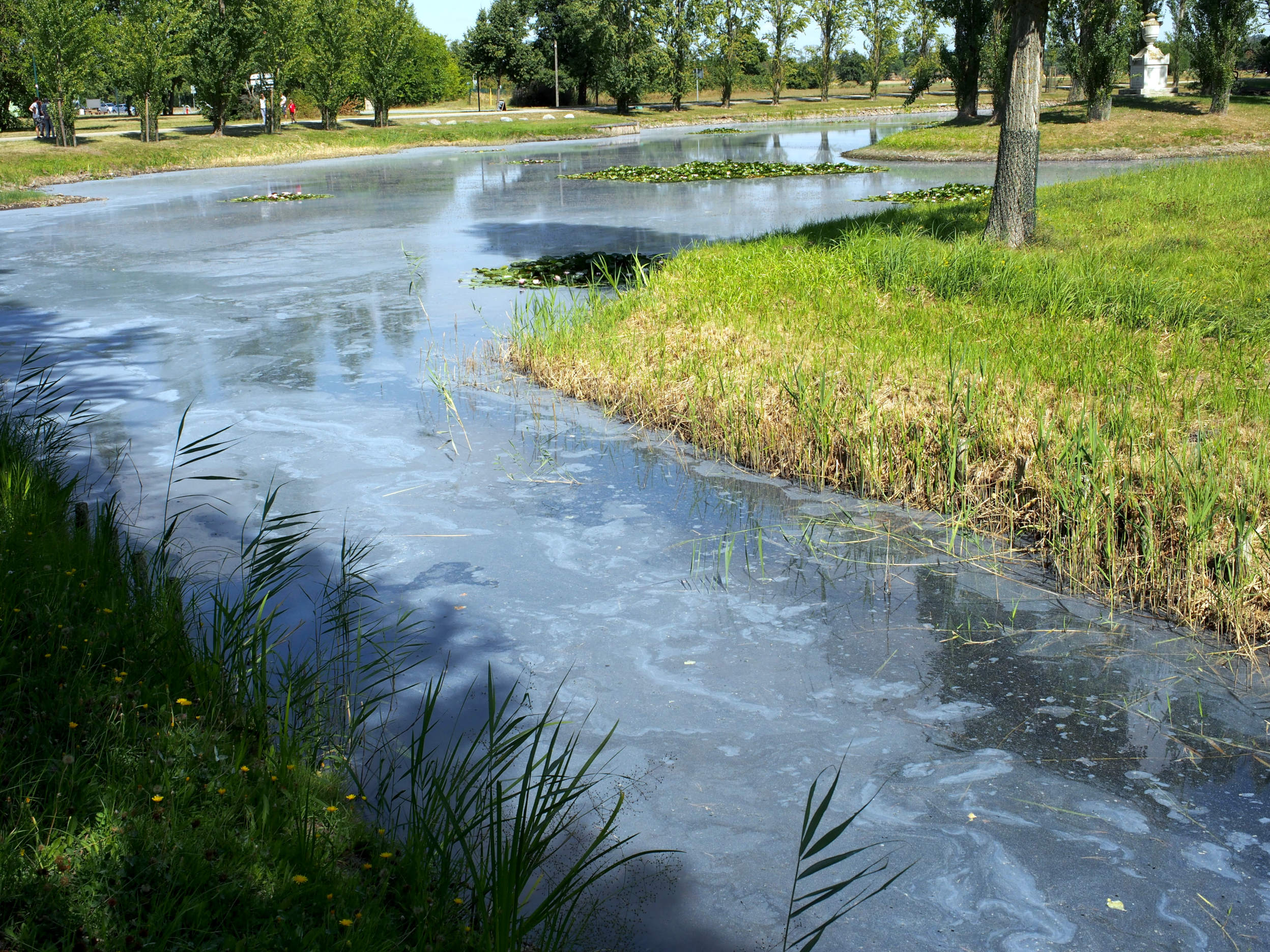
Sul Lago Wörlitz fioriscono le alghe azzurre

Le fioriture algali su larga scala negli oceani sono causate da correnti oceaniche ricche di nutrienti e da effetti di risalita. Nel 2009 (da dicembre 2008), nel Golfo Persico e nel Golfo di Oman si è verificata una massiccia fioritura algale causata dal dinoflagellato Cochlodinium polykrikoides, che ha causato morie di pesci nelle popolazioni naturali e negli allevamenti ittici, danni alle barriere coralline e problemi con la produzione di acqua potabile. In totale sono stati colpiti circa 1.200 chilometri di coste. Precedenti fioriture di alghe nel Golfo di Oman causate da Noctiluca scintillans avevano già causato la morte di pesci. Sia la frequenza che la gravità delle fioriture algali nella regione sembrano essere in aumento. La ragione principale sembra essere che la risalita naturale delle acque profonde ricche di nutrienti causata da una corrente di vortice è stata ulteriormente aumentata dall’inquinamento marino locale e dall’introduzione di specie aliene dinoflagellate.

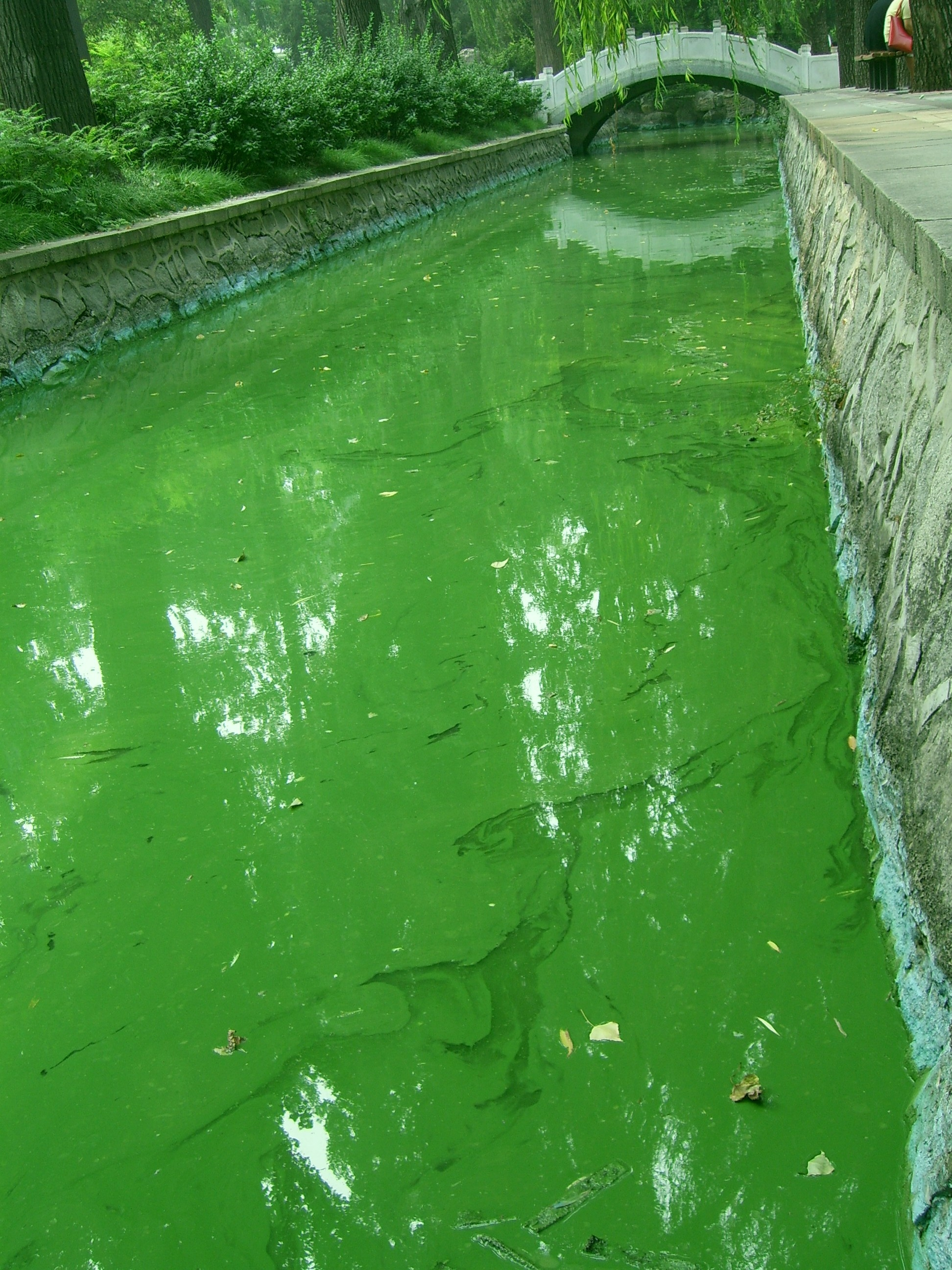
Le alghe verdi fioriscono in un canale

A causa dell’aumento della temperatura dell’acqua dovuto al riscaldamento globale è prevedibile un ulteriore aumento della fioritura di alghe nei laghi e nei mari, soprattutto nelle latitudini temperate in prossimità della costa. Ad esempio, l'ondata di caldo marino "The Blob" che si è verificata al largo della costa occidentale degli Stati Uniti nel 2014-2016 ha causato una fioritura di diatomee tossiche che ha reso impossibile la pesca per diversi mesi. Nell'Artico, la fioritura delle alghe sta diventando più frequente a causa della diminuzione del ghiaccio marino. Livelli più elevati di tossine delle alghe sono stati trovati nelle cozze e nei mammiferi marini. Poiché i cianobatteri a loro volta producono nuovamente il potente gas serra metano, esiste la possibilità che si verifichi un effetto autorinforzante in cui il riscaldamento globale innesca inizialmente più fioriture di alghe, che a loro volta rafforzano il cambiamento climatico attraverso una maggiore produzione di metano. Inoltre, il cambiamento climatico sta portando a incendi boschivi sempre più estremi, che a loro volta possono innescare la fioritura delle alghe.